# Hedemora Diesel

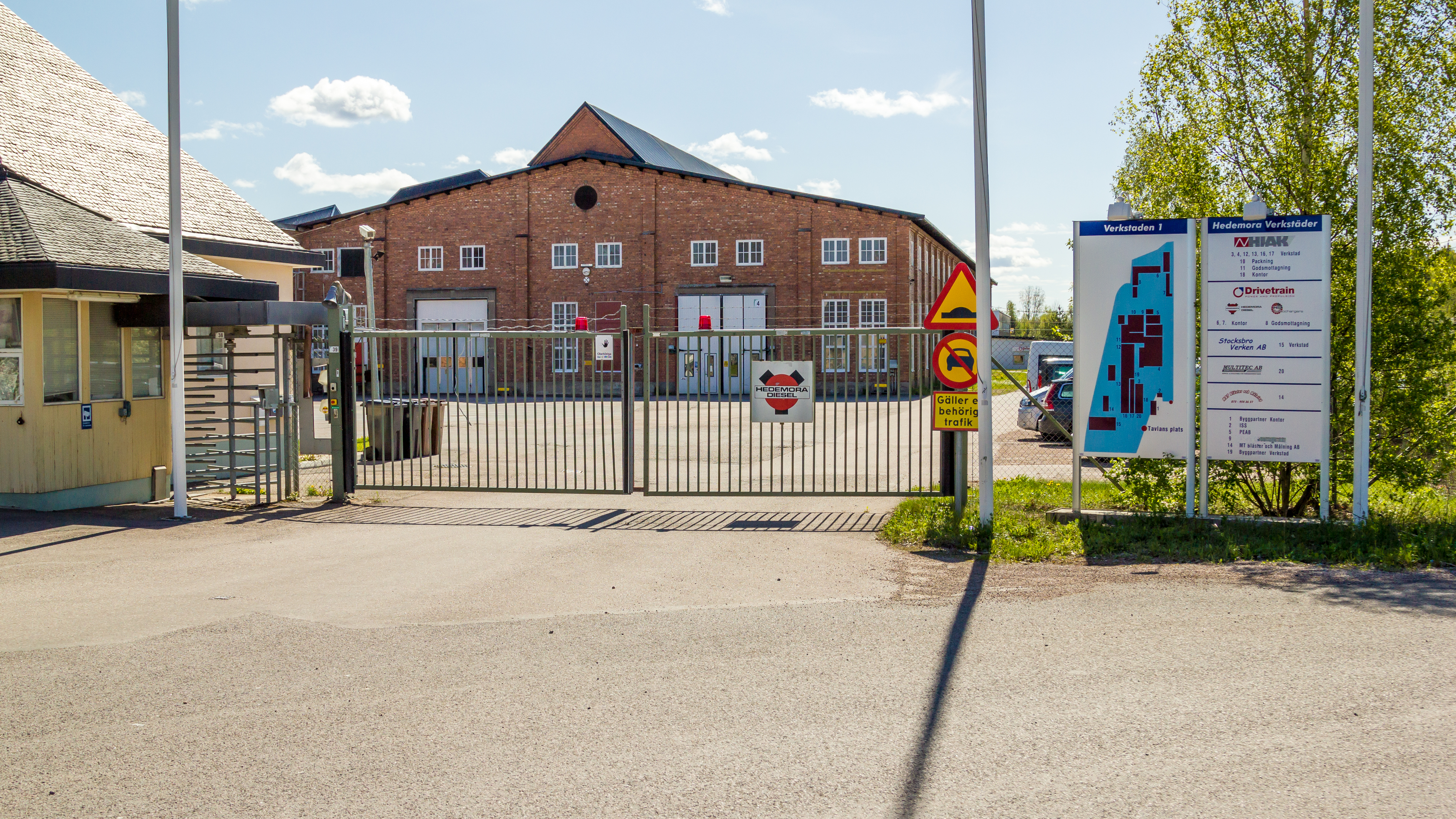
Hedemora Diesels verkstadsområde.

Hedemora Diesel är ett varumärke under Hedemora Turbo & Diesel AB, med tillverkning i Hedemora, Dalarnas län. Bolaget, numera varumärket, är en avknoppning av Hedemora Verkstäder och tog över Hedemora Verkstäders tillverkning av dieselmotorer, bland annat till fartyg, lok, oljeriggar och reservgeneratorer på sjukhus. Numera är affärsidén helt inriktad på reservdelar och service till de Hedemoramotorer som fortfarande är i drift.
I februari 2006 köpte det australiska företaget Coote Industrial LTD upp Hedemora Diesel.
I februari 2016 döptes företaget om till Hedemora Turbo & Diesel för att bättre beskriva att företaget även bygger, designar, renoverar samt erbjuder service och reservdelar till HS turbochargers, den verksamheten köptes från Turbomeca 2009.

## Fartyg med Hedemoramotorer
- Ubåtarna i Sjöormenklass (Challengerklass i Singapores flotta)
  - Sjöormen
  - Sjölejonet
  - Sjöhunden
  - Sjöbjörnen
  - Sjöhästen

- Ubåtarna i Västergötlands-/Södermanlandsklassen (Archerklass i Singapores flotta)
  - HMS Västergötland (Vgd)
  - HMS Hälsingland (Hgd)
  - HMS Södermanland (Söd)
  - HMS Östergötland (Ögd)

- HMS Orion (A201)

- HMS_Utö_(A261)

- Royal Australian Navys Collinsklass (ubåtar)
  - HMAS Collins (SSG 73)
  - HMAS Farncomb (SSG 74)
  - HMAS Waller (SSG 75)
  - HMAS Dechaineux (SSG 76)
  - HMAS Sheean (SSG 77)
  - HMAS Rankin (SSG 78)

## Kärnkraftverk med Hedemoramotorer
Oskarshamn 1 -Två dieselgeneratorer med VB12 dieselmotorer. 1700 kW.

## Lok med Hedemoramotorer
- T45 - Diesellok, byggt av ASEA. 5 st.[2]
- Experimentlok på AB Motala Verkstad avsedda för LKAB:s gruvtåg[3]

## Oljeplattformar med Hedemoramotorer
- Eldfisk Tor (Phillips Petroleum)[4]